# Meznerics Iván
Meznerics Iván (Szabadka, 1907. november 8. – Budapest, 1988. december 26.) jogász, egyetemi tanár, az állam- és jogtudományok doktora (1970).

## Életpályája
Jogi tanulmányait a budapesti Pázmány Péter Tudományegyetem Jog- és Államtudományi Karán folytatta; 1934-ben sub auspiciis jogtudományi doktorrá avatták. 1934–1978 között a Magyar Nemzeti Bank alkalmazásában állt. 1938-ban bírói, ügyvédi vizsgát tett. 1946-ban védte meg magántanári habilitációját. 1957-től a bank jogügyi osztályának vezetője, 1963-tól igazgatói rangban. 1965-től oktatott a szegedi József Attila Tudományegyetem Jogi Karának államigazgatási és pénzügyi jogi tanszékén. 1970 augusztusában nevezték ki egyetemi tanárrá.

### Munkássága
Fő kutatási területe a nemzetközi fizetések joga, mely a devizajog és a nemzetközi magánjog mezsgyéjén található; ez derül ki kandidátusi értekezéséből is, mely “A deviza- jog nemzetközi magánjogi vonatkozásai” (1960) címet viselte. A nemzetközi fizetések jogának időszerű kérdéseiről értekezett a “Law of banking in east-west trade” (1973) című kötetében is. Legátfogóbb műve – melyben a pénzügyi jog minden fontos kérdését igyekszik megválaszolni – doktori értekezése, amely Pénzügyi jog a szocialista gazdálkodás új rendszerében (1968) címen jelent meg. A mű tíz fejezete tárgyalja a pénzügyi jog területeit, a költségvetési jogot, az adójogot szintúgy, mint a bank- és hitelrendszer szabályozását, tekintettel annak történetiségére is.
Születésének 80. évfordulójára Szegeden emlékkönyvet adtak ki.

## Főbb művei
- A megyei büntető igazságszolgáltatás a 16–19. században (Budapest, 1933)
- A magyar közigazgatás szervei, 1869–1937 (Torday Lajossal, Budapest, 1937)
- Devizajog (Simon Gyulával és Hidas Jánossal, Budapest, 1959)
- Bankügyletek a szocialista gazdálkodásban (Budapest, 1963)
- Pénzügyi jog a szocialista gazdálkodás új rendszerében (Budapest, 1969)
- Pénzügyi jog a szocialista gazdálkodásban és a nemzetközi kapcsolatokban (Budapest, 1972, 1977)
- A bankok államosításától a gazdasági mechanizmus reformjáig (többekkel, Budapest, 1972)
- Vállalati pénzügyi jog (Dáni Sándorral és Lakuska Pállal, Szeged, 1980)
- A pénzügyi jognak a vállalati és szövetkezeti jövedelemszabályozásra vonatkozó része (Budapest, 1982, 1983)